# Operação-padrão
Operação-padrão, greve de zelo, ou operação-tartaruga, é a realização de um serviço por funcionários de uma empresa ou organização seguindo os procedimentos operacionais padrão com rigor excessivo. Muitas vezes, são utilizadas como forma de protesto, antecedendo greves. As consequências de operações-padrão são a realização mais lenta de um serviço, podendo causar prejuízos ao empregador ou tendo como objetivo divulgar uma causa à população, quando o serviço é público. São conhecidas operações realizadas pela polícia de fronteiras e por agentes alfandegários por tornar o fluxo de produtos mais lento. Algumas vezes, são tidas como formas ilegítimas de protesto e existem leis que proíbem sua realização. Elas podem ser também uma crítica a leis ou regras não cumpridas por serem excessivamente detalhadas ou impossíveis de realizar normalmente. Seu oposto é a operação sem padrão, que descumpre as regras.

## Brasil
No Brasil, as operações-padrão são comuns entre a Polícia Federal e agentes alfandegários. São usadas como forma de protesto, funcionando de forma similar às greves. Tais manifestações são, muitas vezes, proibidas por órgãos do governo, mas, por não contarem com lei específica de regulamentação, são realizadas com relativa frequência.